# Zwinin

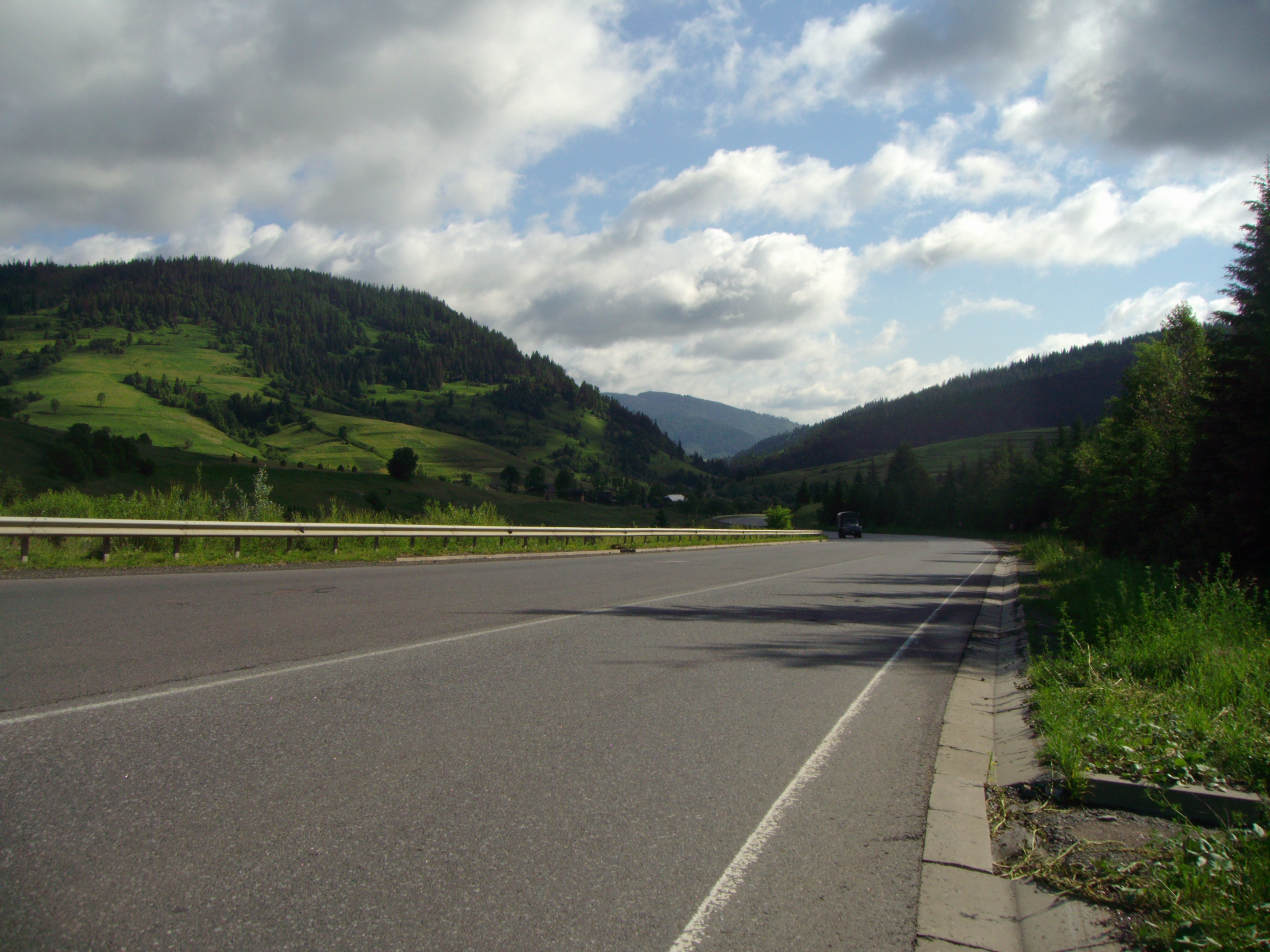
Der Zwinin (links) und der Ostrog (rechts von der Passstraße nach Skole)

Der Zwinin (ukrainisch Дзвинів Dswyniw; russisch Джвинув Dschwinuw, polnisch Zwinin) ist ein zirka 10 Kilometer langer und bis zu 1109 Meter hoher Bergrücken. Er liegt im ukrainischen Teil der Waldkarpaten südlich von Stryj bei der Kleinstadt Skole in der Oblast Lwiw, im östlichen Teil der Beskiden nahe der Oblastgrenze zu Transkarpatien.
Das Massiv gehört mit den Deltas des Stryj und des Opir zum Nationalpark Skoler Beskiden (Національний природний парк Сколівські бескиди) und wird häufig von Touristen bestiegen.
Bekannt wurden die Berge durch die Erstürmung des Zwinin vom 4. Februar bis zum 9. April 1915, in welcher der am östlichen Ende des Rückens liegende 992 Meter hohe Zwinin I am 9. April 1915 von der 1. Division des Deutschen Kaiserreiches gegen die Russen gestürmt wurde.